# Atos (gora)
Gora Atos (grško Ἄθως [ˈa.θos]) je gora na polotoku Atos v severovzhodni Grčiji. Je pomembno središče vzhodnega pravoslavnega meništva. Goro in večji del polotoka Atos kot avtonomno regijo v Grčiji upravlja meniška skupnost gore Atos, ki je cerkveno pod neposredno jurisdikcijo ekumenskega patriarha iz Carigrada. Preostali del polotoka je del občine Aristotelis. Ženskam je po grški zakonodaji in verski tradiciji prepovedan vstop na območje, ki ga ureja meniška skupnost.
Gora Atos je bila naseljena že od antičnih časov in je znana po svoji dolgi krščanski prisotnosti in zgodovinskih meniških tradicijah, ki segajo vsaj v leto 800 našega štetja v bizantinski dobi. Zaradi svoje dolge zgodovine verskega pomena, dobro ohranjene agrarne arhitekture znotraj samostanov ter ohranjenosti rastlinstva in živalstva okoli gore je bila samostanska skupnost gore Atos leta 1988 dodana na Unescov seznam svetovne dediščine.

## Imena
V klasični dobi se je gora Atos imenovala Atos, polotok pa Acté ali Akté (koinē grščina Ἀκτή). V sodobni grščini je gora Oros Atos (grško Όρος Άθως) in polotok Hersonisos tou Atho (grško Χερσόνησος του Άθω), uporablja pa se tudi oznaka Agio Oros (grško Άγιο Όρος), ki pomeni 'Sveta gora'.
Nekateri jeziki pravoslavne tradicije uporabljajo imena, ki se prevajajo kot 'Sveta Gora', vključno z bolgarščino, makedonščino in srbščino (Света Гора, Sveta Gora) ter gruzijsko (მთაწმინდა, mtats’minda). Vendar tega imena ne uporabljajo vsi jeziki, ki se govorijo v vzhodnem pravoslavnem svetu: v vzhodnoslovanskih jezikih (ruski, ukrajinski in beloruski) se preprosto imenuje Афон (Afon, kar pomeni "Athos", medtem ko se v romunščini imenuje gora Atos (Muntele Athos or Muntele Atos).

## Geografija
Polotok, najbolj vzhodni "krak" večjega polotoka Halkidika v regiji Osrednja Makedonija, štrli 50 km v Egejsko morje, s širino med 7 in 12 km pokriva območje 335,6 km². Dejanska gora Atos ima strma, gosto gozdnata pobočja, ki segajo do 2033 m visoko. Polotok Atos je za razliko od Sitonije in Kasandre geološko nadaljevanje gorovja Rodopi v severni Grčiji in Bolgariji.
Okoliška morja, zlasti na koncu polotoka, so lahko nevarna. V starogrški zgodovini sta zabeleženi dve nesreči flot na tem območju: Herodot je trdil, da je leta 492 pr. n. št. perzijski kralj Darej Veliki izgubil 300 ladij pod vodstvom generala Mardonija. Leta 411 pred našim štetjem so Špartanci izgubili floto 50 ladij pod vodstvom admirala Epikleja.
Gora Atos ima obsežno mrežo pešpoti, od katerih mnoge izvirajo iz bizantinskega obdobja. Mnogi običajno niso dostopni za promet motornih vozil.

## Rastlinstvo
Velik del gore Atos je prekrit z mešanimi listnatimi in zimzelenimi gozdovi. V višjih legah so gozdovi črnega bora (Pinus nigra). Tudi sklerofilno grmičasto rastlinje najdemo po vsej gori Atos. Tipična gozdna drevesa so pravi kostanj (Castanea sativa), črničevje (Quercus ilex), hrast prnar (Quercus coccifera), Panonski hrast (Quercus frainetto), vzhodna platana (Platanus orientalis) in cedra (Calocedrus currens). Druge pogoste rastlinske vrste so: navadna jagodičnica (Arbutus unedo in Arbutus andrachne), Vednozelena cipresa (Cupressus sempervirens), navadni lovor (Laurus nobilis), mastika (Pistacia lentiscus), širokolistna zelenika (Phillyrea latifolia), oljka (Olea europea) in resje (Erica spp.). Med listavci, ki jih najdemo predvsem ob potokih, so bela vrba, lovor, vzhodna platana in jelša.
Alepski bor (Pinus halepensis) je pogostejši na severnem delu polotoka. Širokolistno makijo najdemo južneje. Nad cono listnate makije leži listopadni gozd, v katerem prevladuje pravi kostanj. Obstajajo tudi mešani gozdovi, sestavljeni iz listavcev hrasta, pa tudi lipe, trepetlike, hmeljevega gabra in javorja. V višjih legah najdemo črni bor in smrdljivi brin. Nekatere zelnate rastline z gomolji in čebulicami vključujejo vrste žafrana, vetrnice, ciklame in ligarica.
Vsaj 35 rastlinskih vrst je endemičnih za goro Atos, večin najdemo na območju glavnega vrha na jugu. Isatis tinctoria ssp. athoa, podvrsta waad, in Viola athois sta poimenovana po gori Atos.
Gora Atos je tudi dom 350 vrstam gob.

## Živalstvo
Sesalci so sivi volk (Canis lupus), divja svinja (Sus scrofa), navadna lisica (Vulpes vulpes), šakal (Canis aureus), evropski jazbec (Meles meles), kuna belica (Martes foina), velika podlasica (Mustela erminea), podlasica (Mustela nivalis vulgaris), Beloprsi jež (Erinaceus concolor), rovke (Crocidura spp.) in sredozemska medvedjica (Monachus monachus). Druge vrste sesalcev vključujejo srne, zajce in rdeče veverice.
Ptice so črna štorklja (Ciconia nigra), kačar (Circaetus gallicus), planinski orel (Aquila chrysaetos), južna postovka (Falco naumanni), divji petelin (Tetrao urogallus), velika uharica (Bubo bubo), sredozemski viharnik (Puffinus yelkouan) in sredozemski galeb (Larus audouinii). Druge vrste ptic so še hitri, lastovke, martinci, slavčki in kosmiči.